# Aléievo
Aléievo (en rus: Алеево) és un poble de l'óblast de Riazan, a Rússia, segons el cens del 2010 no tenia cap habitant.